# Chlebówek (gromada)
Chlebówek – dawna gromada, czyli najmniejsza jednostka podziału terytorialnego Polskiej Rzeczypospolitej Ludowej w latach 1954–1972.
Gromady, z gromadzkimi radami narodowymi (GRN) jako organami władzy najniższego stopnia na wsi, funkcjonowały od reformy reorganizującej administrację wiejską przeprowadzonej jesienią 1954 do momentu ich zniesienia z dniem 1 stycznia 1973, tym samym wypierając organizację gminną w latach 1954–1972.
Gromadę Chlebówek z siedzibą GRN w Chlebówku (w obecnym brzmieniu Chlebówko) utworzono – jako jedną z 8759 gromad na obszarze Polski – w powiecie stargardzkim w woj. szczecińskim na mocy uchwały nr V/50/54 WRN w Szczecinie z dnia 5 października 1954. W skład jednostki weszły obszary dotychczasowych gromad Białuń i Chlebówko ze zniesionej gminy Dąbrowa oraz obszar dotychczasowej gromady Rosowo ze zniesionej gminy Kania w tymże powiecie. Dla gromady ustalono 10 członków gromadzkiej rady narodowej.
1 stycznia 1962 gromadę zniesiono, a jej obszar włączono do gromad Chociwel (miejscowości Chlebowo i Rosowo) i nowo utworzonej Stara Dąbrowa (miejscowości Wiry, Chlebówko, Rokicie i Białuń) w tymże powiecie.